# Monica Ravetta
Monica Ravetta (ur. 29 sierpnia 1985 w  Pawii we Włoszech) – siatkarka grająca jako atakująca.
Obecnie występuje w drużynie Zarieczje Odincowo.

## Kariera
| Klub                             | Kraj   | Od        | Do        |
| CUS Pavia                        | Włochy | 1999–2000 | 2000–2001 |
| Libertas Villanterio             | Włochy | 2001–2002 | 2002–2003 |
| Volley Vigolzone                 | Włochy | 2003–2004 | 2004–2005 |
| River Volley Piacenza            | Włochy | 2005–2006 | 2006–2007 |
| Futura Volley Busto Arsizio      | Włochy | 2007–2008 | 2007–2008 |
| Brunelli Volley Nocera Umbra     | Włochy | 2008–2008 | 2008–2008 |
| Futura Volley Busto Arsizio      | Włochy | 2009–2009 | 2009–2009 |
| Club Italia                      | Włochy | 2009–2010 | 2009–2010 |
| Aprilia Volley                   | Włochy | 2010–2010 | 2010–2010 |
| Florens Volley Castellana Grotte | Włochy | 2010–2011 | 2010–2011 |
| Zarieczje Odincowo               | Rosja  | 2011–2012 | ...       |